# إراسموس جيمس
إراسموس جيمس (بالإنجليزية: Erasmus James)‏ هو لاعب كرة قدم أمريكية أمريكي، ولد في 4 نوفمبر 1982 في باستير في سانت كيتس ونيفيس.

## وصلات خارجية
- إراسموس جيمس على موقع مرجع كرة القدم المحترفة.كوم (الإنجليزية)